# Cehlare, Plovdiv
Cehlare (în bulgară Чехларе) este un sat în comuna Brezovo, regiunea Plovdiv,  Bulgaria. 

## Demografie
Componența etnică a satului Cehlare
     Bulgari (95,18%)
     Nicio identificare (4,81%)
     Altele (0%)
La recensământul din 2011, populația satului Cehlare era de 83 locuitori. Din punct de vedere etnic, majoritatea locuitorilor (95,18%) erau bulgari. Pentru 4,81% din locuitori nu este cunoscută apartenența etnică.